# Templo de Jinci

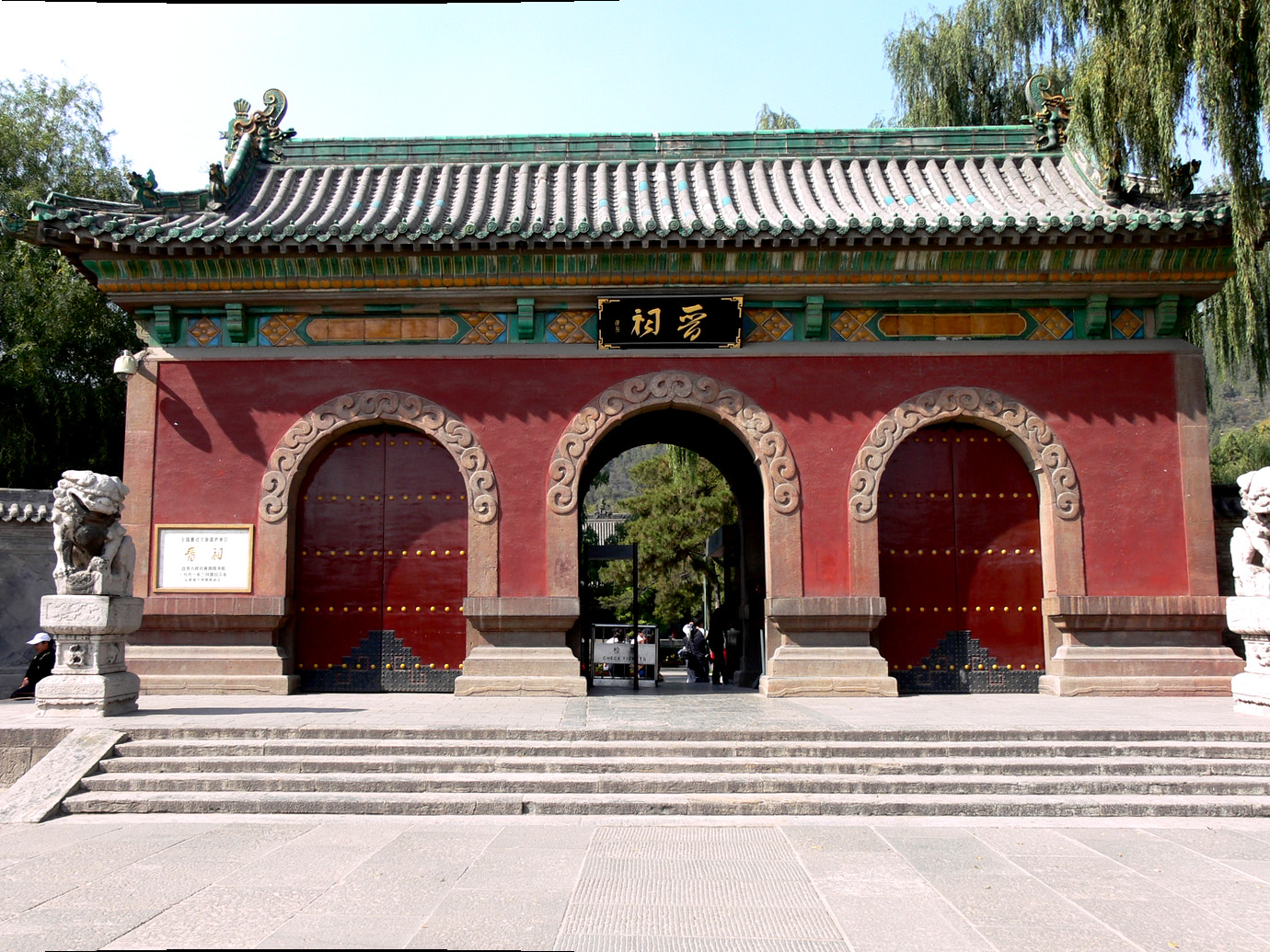
A entrada do Templo de Jinci

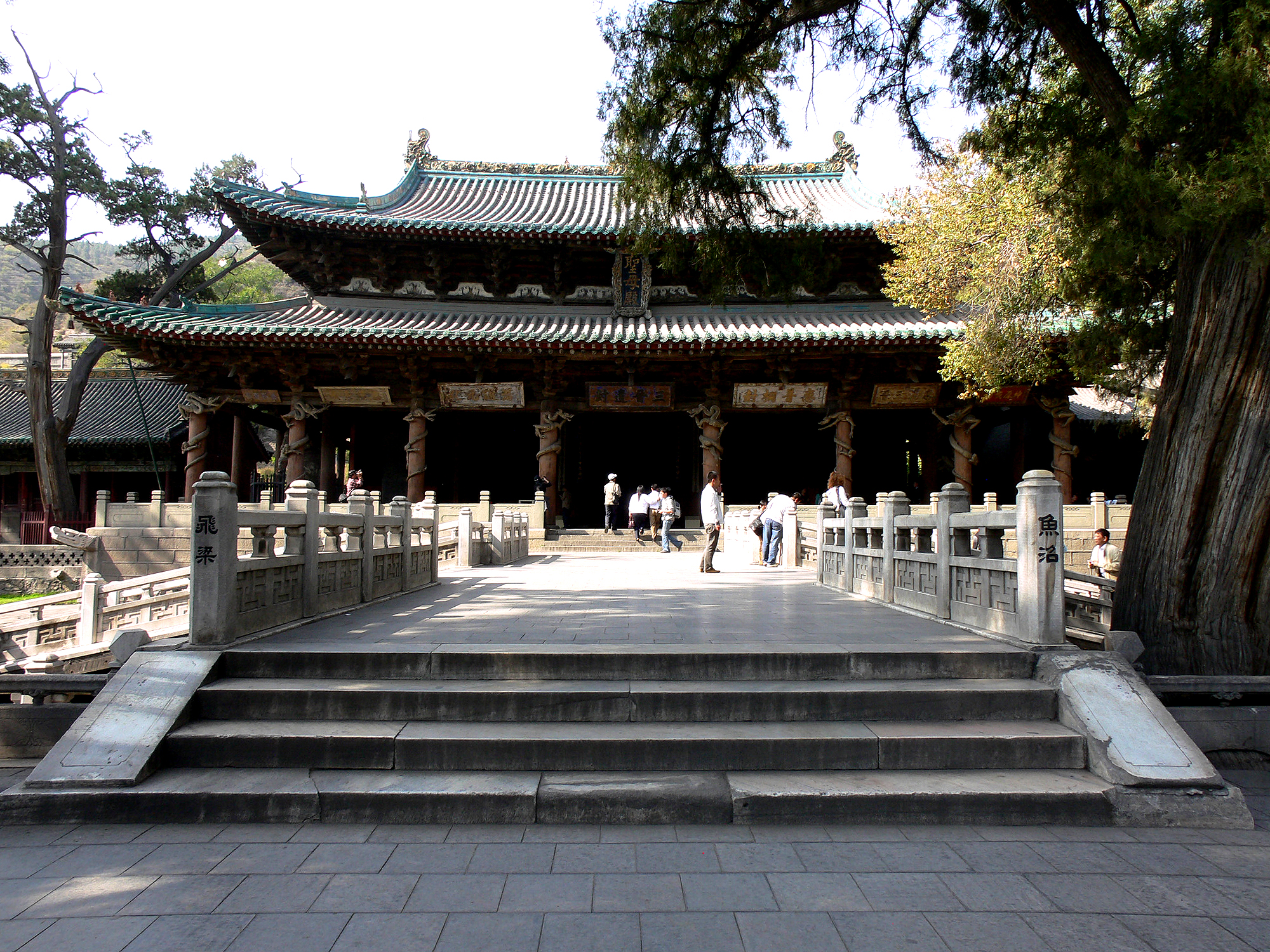
Salão Shengmu

O Templo de Jinci é o templo mais famoso de Shanxi. Situa-se a 25km sudoeste de Taiyuan junto da montanha de Xuanweng na fonte de Jin. Foi fundado à cerca de 1400 anos atrás e expandiu-se nos anos seguintes, resultando numa coleção de mais de 100 esculturas, edifícios, terraços e pontes.
Todas as imagens nos salões do Templo de Jinci foram destruídas durante a Revolução Cultural Chinesa sendo substituídas na década de 1980. Como não havia nenhuma documentação prontamente disponíveis em relação à sua aparência ou posições originais as novas imagens foram colocadas aleatoriamente.
Os principais edifícios estão distribuídos ao longo do eixo central que acompanha a direção leste a oeste. Os edifícios foram construídos por diversas dinastias que se estendem por mais de mil anos. De todos estes, o de maior destaque é o Salão Shengmu ("Salão da Mãe Sagrada") com dezenove metros de altura, construído em 1032 e foi dedicado a mãe do príncipe Shuyu, fundador da dinastia Zhou. A estrutura está decorada por dragões esculpidos em madeira que ornamentam o edifício em volta dos oito pilares que suportam o recurvado telhado de duas águas multi-inclinado. Existem 43 estátuas que remontam da Dinastia Song no salão principal, representando Shengmu sentada diretamente no nicho de madeira e com as outras 42 estátuas divididas em ambos os lados do salão. Shengmu está vestida com vestes oficiais, enquanto as outras 42 representam servos da corte fazendo coisas diversas: alguns servem refeições, outros mostras partes da vida cotidiana, sendo responsáveis por pentear, limpar e varrer. Estas estátuas são os espelhos da vida na corte. Todas as estátuas são esculpidas com técnicas excelentes.
Ao sul do Shengmu Hall está situado o pavilhão Nanlao Spring construído no reinado de Tianbao da Dinastia Sung. O pavilhão é octogonal com um telhado em forma piramidal. Ele foi construído sobre a nascente do riacho Nanlao, sendo este a principal fonte do rio Jin. A água da nascente é brilhante e cristalina e poetas de diversas dinastias vieram admirar e elogiar a água de nascente.
O complexo inclui um jardim clássico com um cipreste de centenas de anos, iniciado durante a dinastia Zhou.